# نورثن لایت (کلیپر)
نورثن لایت (کلیپر) (به انگلیسی: Northern Light (clipper)) یک کشتی بود که طول آن ۱۸۰ فوت (۵۵ متر) بود. این کشتی در سال ۱۸۵۱ ساخته شد.